# كانتون برتو لوبيز
كانتون برتو لوبيز (بالإنجليزية: Puerto López Canton)‏ هو كانتون في الإكوادور، يتبع مقاطعة مانابي. بلغ عدد سكانها في تعداد عام 2001 16,626 نسمة.

## السكان
المجموعات العرقية اعتبارًا من التعداد الإكوادوري لعام 2010:
| العرقية               | النسبة |
| --------------------- | ------ |
| ميستيثو               | 80.8%  |
| مونتوبيو              | 6.9%   |
| الإكوادوريون الأفارقة | 5.9%   |
| اللاتينيون            | 3.4%   |
| السكان الأصليون       | 2.6%   |
| أخرى                  | 0.5%   |